# 松岡辰郎
松岡 辰郎（まつおか たつろう、1904年11月18日 - 1974年8月12日）は、9代目東宝代表取締役社長、コマ・スタジアム代表取締役社長、松岡汽船代表取締役社長、映画団体産業連合会長、日本映画製作者連盟理事長、日本演劇興行協会会長、日本経済団体連合会常任理事、東京商工会議所常任委員。山梨県出身。

## 経歴
東宝の創業者・小林一三の次男として生まれる。1930年に慶應義塾大学を卒業と同時に松岡節子と結婚して松岡家に養子入りし、義理の父が松岡汽船の創業者・呉羽紡績の発起人役員松岡潤吉となる。松岡汽船の役員をはじめ、阪急百貨店の取締役を歴任。1951年に義父・潤吉が亡くなり松岡汽船代表取締役社長に就任。1957年3月25日には東宝の取締役に就任するも父・一三と兄の小林富佐雄が亡くなり阪急グループの総帥となる。主に興行部門を中心に活躍。帝国劇場代表取締役社長等を歴任。1957年3月には梅田コマ・スタジアム社長。1958年3月に新宿コマ・スタジアムの社長を経て、1964年8月に両スタジアムを合併しコマ・スタジアム初代代表取締役社長に就任。1962年9月25日に東宝代表取締役会長、1966年9月24日に同社の社長に就任。1968年4月1日に東宝芸能アカデミーが発足し理事長になる。1971年9月16日に映画団体産業連合会長に就任。
1974年8月12日午後2時48分、胃腫瘍のため兵庫県西宮市の兵庫医科大学病院で死去（享年69歳）。

## 家族
- 小林一三（父親・阪急電鉄/百貨店・東宝創設者）
- 松岡潤吉（義父・松岡汽船創業者）
- 小林富佐雄（兄・5,7代目東宝代表取締役社長）
- 小林米三（弟・京阪神急行電鉄代表取締役社長）
- 小林喜美(長女・小林米三の養女となり、小林公平（旧姓三村。小林家に婿養子となる。阪急電鉄社長）と結婚。
- 松岡通夫（長男・松岡汽船代表取締役社長）
- 松岡功（次男・11代目東宝代表取締役社長）
- 松岡宏泰（孫【次男・功の長男】・実業家：東宝東和取締役会長、15代目東宝代表取締役社長 社長執行役員）
- 松岡修造（孫【次男・功の次男】・タレント、元テニスプレイヤー）

## 受賞歴
- 1974年8月16日 - 正四位勲二等瑞宝章